# Maladie de Carré
Pour les articles homonymes, voir Carré (homonymie).
 Mise en garde médicale
La maladie de Carré est une maladie virale contagieuse touchant certains animaux non humains. Elle est due à Morbillivirus canis, un paramyxovirus proche du virus de la rougeole humaine et de celui de la peste bovine. Elle affecte habituellement les canidés (loup, chien, renard), certains mustélidés (vison, furet), les ratons laveurs (première cause de mortalité en Ontario en 2020) et possiblement les marmottes et les félidés sauvages. Enfin, elle peut probablement toucher de nombreux autres carnivores terrestres et marins (comme le phoque).
La symptomatologie associe des manifestations fébriles, des écoulements oculaires et nasaux, une atteinte respiratoire, gastro-intestinale et parfois neurologique. Dans certains cas assez rares une hyperkératose de la truffe et des coussinets est possible. Autrefois extrêmement fréquente, la maladie de Carré est aujourd'hui beaucoup plus rare dans les pays où les propriétaires de chiens domestiques ont adopté la prévention vaccinale.

## Historique
La maladie est décrite en 1905 par le vétérinaire Henri Carré.
En France, elle ne semblait toucher que les chiens, mais le Réseau SAGIR a signalé une émergence de la maladie de Carré au sein de populations de carnivores sauvages, dans trois départements frontaliers de la Suisse ou de l'Italie. 
En Afrique, une épidémie locale survient en 2020 à Abidjan pendant la saison des pluies.

## Répartition chez l'animal sauvage
Sa répartition mondiale et européenne dans la faune sauvage n'est connue que depuis peu : elle a été signalée en Espagne puis en Italie (2006), en Allemagne (2008), en Suisse (2009) et en Belgique ainsi qu'en France début 2019.
Selon l'ONCFS/Réseau SAGIR, un typage génétique des souches permet de dessiner les filiations entre souches sauvages de divers pays. Les souches européennes identifiées à ce jour sont très apparentées entre elles et clairement apparentées aux souches identifiées sur la faune sauvage alpine d’Italie et de Suisse notamment.
Un vaccin est utilisé pour protéger les chiens et les furets domestiques, mais pas pour la faune sauvage, dans la plupart des cas. Néanmoins un programme de vaccination contre la maladie de Carré est appliqué pour sauver les Putois à pieds noirs, une espèce hautement menacée de la faune nord-américaine.
En 1994, un tiers de la population de lions du parc du Serengeti a disparu à cause de la maladie.

## Épidémiologie
L’infection se produit principalement par contact rapproché, dit « nez-à-nez », et par l'exposition des muqueuses nasales, buccales et oculaires à un aérosol de gouttelettes contenant des particules infectantes. Transporté par les macrophages à l'intérieur desquels il se réplique, le virus colonise la rate, le thymus et la moelle osseuse. En l'absence de protection immunitaire, le virus colonise l'épithélium des organes respiratoires, digestifs et nerveux, déclenchant une symptomatologie caractéristique et un taux de mortalité élevé, surtout si d'autres agents opportunistes (bactériens, viraux, parasitaires) viennent compliquer l'infection.
Ce virus étant la première cause de décès chez les ratons laveurs en Ontario, il a fait l'objet d'une étude plus approfondie, qui a mis en évidence des souches virales sauvage génétiquement distinctes des souches vaccinales disponibles en Amérique du Nord, ce qui renforce l'intérêt de mieux comprendre l'écoépidémiologie de cette maladie. À cette occasion, on a montré que tout le sud de l'Ontario est fortement touché par la maladie, et que les méthodes de surveillance (passive et passive renforcée) ont des résultats différents. En 2020, on n'a pas encore identifié quels étaient les facteurs environnementaux de vulnérabilité au virus chez le raton laveur.

## Physiopathologie
Le virus de la maladie de Carré, Morbillivirus canis, est un paramyxovirus de grande taille appartenant à la même famille que le virus de la rougeole et celui de la peste bovine. Le virus ne présente qu'un seul type antigénique, mais il peut être plus ou moins pathogène. Relativement fragile, il ne survit pas facilement dans l’environnement. Il est détruit par les désinfectants usuels, ce qui permet une désinfection aisée des locaux contaminés, mais il résiste en revanche à la congélation.

## Diagnostic

### Lésions
Les lésions nerveuses se concentrent principalement sur le cervelet et les pédoncules cérébelleux. Dans la forme classique on observe une nécrose neuronale, des manchons périvasculaires lymphoplasmocytaires (accumulation massive de lymphocytes et de plasmocytes dans les espaces péri-vasculaires), ainsi que des inclusions intranucléaires ou intracytoplasmiques dans les neurones et les astrocytes. Dans la forme démyélinisée on observe une démyélinisation primaire engendrant une dégénérescence axonale.

### Signes cliniques
La maladie de Carré peut provoquer des signes cliniques peu marqués chez certains chiens, mais être mortelle chez d’autres, en particulier chez les chiots. Après une période d'incubation qui peut durer de 3 à 10 jours, la maladie débute — en l'absence de réaction immunitaire — par une poussée de fièvre qui dure de 24 à 48 heures. Après un retour à la normale qui peut durer de un à quatre jours, la température corporelle remonte et les symptômes caractéristiques apparaissent, ainsi que des surinfections associées,.
- Anorexie, amygdalite, conjonctivite.
- Rhinite, pneumonie, jetage nasal séreux, puis muqueux, puis mucopurulent.
- Diarrhée, parfois associée à des vomissements.

L'état général se détériore et on observe parfois une kératite, une rétinite ou un épaississement cutané au niveau de la truffe et des coussinets (hyperkératose),.
L'animal infecté peut vaincre la maladie, dont les symptômes disparaissent alors après une évolution discrète. Si la maladie se prolonge, des symptômes neurologiques peuvent apparaître, variables selon la partie du système nerveux atteinte. De ce fait, les animaux qui survivent présentent parfois des séquelles neurologiques : chorée (caractéristique), crises convulsives, épilepsie, parésie postérieure,.
La maladie de Carré peut être soupçonnée, chez un jeune chien (de 4-5 mois à un an), au vu d'un historique vaccinal lacunaire associé aux symptômes caractéristiques de la maladie. L'automne et l'hiver sont des saisons plus propices.

### Examens complémentaires
Du fait d'un tableau clinique très varié et d'une expression parfois atypique, des analyses de laboratoire (PCR) sont souvent nécessaires pour confirmer le diagnostic.

## Prise en charge
Un traitement symptomatique, des antibiotiques et des perfusions peuvent être utiles pour lutter contre les surinfections et compenser les pertes dues aux vomissements et aux diarrhées, il n’existe pas de traitement spécifique pour la maladie de Carré ; la meilleure protection contre le virus reste la vaccination,.

## Prévention

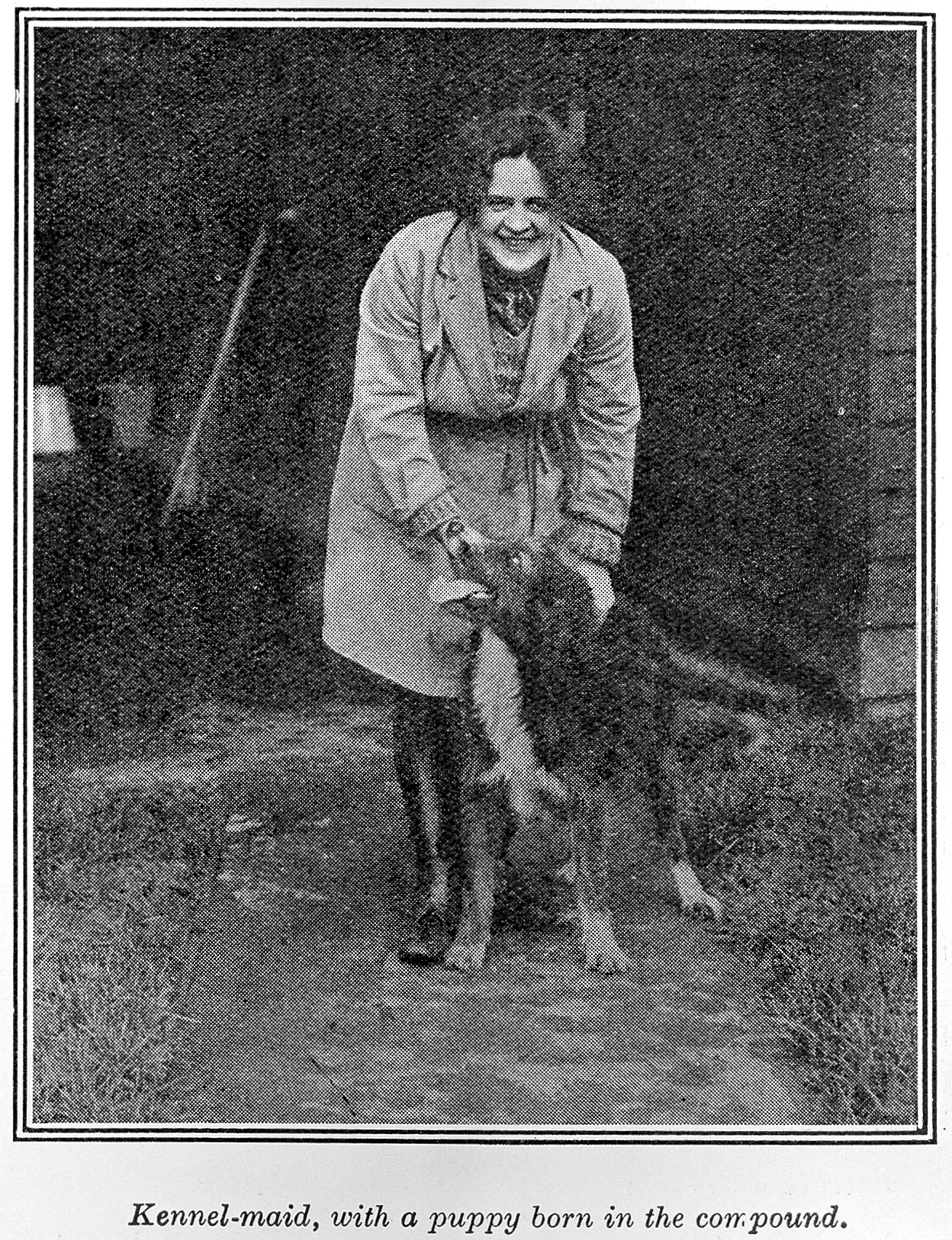
Campagne de promotion de la vaccination contre la maladie de Carré au Royaume-Uni (1926). Save your dog, the field distemper fund, laboratoire Wellcome.

La maladie de Carré est une maladie virale très contagieuse. Dans certains pays, comme en Finlande[réf. nécessaire], elle tue encore de nombreux chiens. 
Il existe pourtant un vaccin efficace qui induit une réponse immunitaire adaptative et une mémoire immunitaire. La vaccination a permis de réduire considérablement l’incidence de la maladie, mais il existe toujours des zones où l’infection persiste, en particulier dans les grandes villes, où les chiens non vaccinés sont nombreux. Les chiots nés de mère vaccinée disposent d’anticorps d’origine maternelle qui les protègent de l’infection pendant les premières semaines de vie. Le danger survient lorsque le niveau d’anticorps maternels diminue. À ce moment-là le chiot doit être vacciné. 
Le protocole requiert une primo-vaccination comprenant deux injections effectuées à un mois d'intervalle, la première sur le chiot âgé de 7 à 8 semaines. Un rappel annuel ou triennal (selon les vaccins) est ensuite recommandé.

## Législation
En France, la loi du 22 juin 1989 classe la maladie de Carré parmi les vices rédhibitoires lors d'une cession, chez le chien.